# Моррістаун (Аризона)
Моррістаун (англ. Morristown) — переписна місцевість (CDP) в США, в окрузі Марікопа штату Аризона. Населення — 186 осіб (2020).

## Географія
Моррістаун розташований за координатами 33°51′21″ пн. ш. 112°36′46″ зх. д. / 33.85583° пн. ш. 112.61278° зх. д. (33.855876, -112.612858). За даними Бюро перепису населення США в 2010 році переписна місцевість мала площу 2,09 км², з яких 2,09 км² — суходіл та 0,00 км² — водойми.

## Демографія
Згідно з переписом 2010 року, у переписній місцевості мешкало 227 осіб у 102 домогосподарствах у складі 67 родин. Густота населення становила 109 осіб/км². Було 139 помешкань (66/км²).
Расовий склад населення:
| - 96,5 % — білих - 0,4 % — корінних американців - 2,2 % — осіб інших рас |

До двох чи більше рас належало 0,9 %. Частка іспаномовних становила 4,8 % від усіх жителів.
За віковим діапазоном населення розподілялося таким чином: 18,1 % — особи молодші 18 років, 59,0 % — особи у віці 18—64 років, 22,9 % — особи у віці 65 років та старші. Медіана віку мешканця становила 55,5 року. На 100 осіб жіночої статі у переписній місцевості припадало 99,1 чоловіків; на 100 жінок у віці від 18 років та старших — 109,0 чоловіків також старших 18 років.